# Gundelshausen (Schweitenkirchen)
Gundelshausen ist ein Gemeindeteil von Schweitenkirchen im oberbayerischen Landkreis Pfaffenhofen an der Ilm. Das Kirchdorf liegt circa fünf Kilometer nördlich von Schweitenkirchen und ist über die Kreisstraße PAF 11 zu erreichen.

## Geschichte
Der Ort wird um 1000 erstmals erwähnt.
Gundelshausen wurde am 1. Juli 1971 als Ortsteil der zuvor selbständigen Gemeinde Dürnzhausen im Rahmen der Gemeindegebietsreform nach Schweitenkirchen eingegliedert.

## Baudenkmäler
Siehe auch: Liste der Baudenkmäler in Gundelshausen
- Katholische Filialkirche St. Valentin und St. Martin

## Bodendenkmäler
Siehe: Liste der Bodendenkmäler in Schweitenkirchen